# Sulcosticta striata
Sulcosticta striata är en trollsländeart som beskrevs av Van Tol 2005. Sulcosticta striata ingår i släktet Sulcosticta och familjen Platystictidae. IUCN kategoriserar arten globalt som starkt hotad. Inga underarter finns listade i Catalogue of Life.